# Permineralização
Permineralização é um processo pelo qual depósitos minerais formam moldes internos de organismos. Transportados pela água, estes minerais preenchem os espaços no interior do tecido orgânico. Devido à natureza dos moldes, a permineralização é particularmente útil no estudo das estruturas internas dos organismos, sobretudo de plantas.

## Processo
A permineralização é um tipo de fossilização envolvendo a deposição de minerais no interior das células dos organismos. Água subterrânea, de lagos ou oceanos infiltra-se nos poros dos tecidos orgânicos e forma um molde cristalino com os minerais depositados. Os cristais começam a formar-se nas paredes celulares porosas e este processo continua na superfície interior destas até que a cavidade central da célula, o lúmen, fica completamente preenchida. As paredes celulares propriamente ditas permanecem intactas rodeando os cristais. A permineralização é diferente da petrificação, pois ocorre apenas o preenchimento dos poros da matéria orgânica e não a sua substituição completa. A permineralização pode ocorrer de várias maneiras:

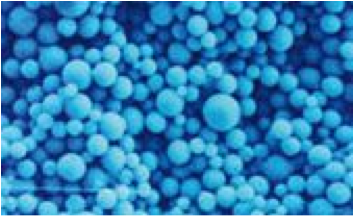
Esferas de sílica.

### Silicificação
Na silicificação, os minerais silicatados são libertados devido à alteração das rochas. A sílica encontra o caminho para um corpo de água parada. Eventualmente, a água carregada de minerais permeia os poros e células de alguns organismos, onde se torna um gel. Com o tempo, o gel desidrata-se, formando uma estrutura cristaina opalina que é um molde interno do organismo. Isto explica os detalhes encontrados em permineralizações. A silicificação revela informação sobre o tipo de ambiente em que o organismo provavelmente viveria. A maioria dos fósseis que foram silicificados são bactérias, algas e outras formas de vida vegetal. A silicificação é o tipo de permineralização mais comum.

### Mineralização por carbonatos
A mineralização por carbonatos envolve a formação de bolas de carvão. As bolas de carvão são as fossilizações de muitas plantas diferentes e dos seus tecidos. Frequentemente ocorrem na presença de água do mar ou de turfa acídica. As bolas de carvão são permineralizações calcárias de turfa por carbonatos de cálcio e magnésio. Quase sempre com forma esférica e com massa entre alguns gramas e centenas de quilogramas, as bolas de carvão formam-se quando água contendo carbonatos permeia as células de um organismo. Este tipo de fossilização rende informação sobre a vida vegetal do Carbónico Superior (há 325 a 280 milhões de anos).

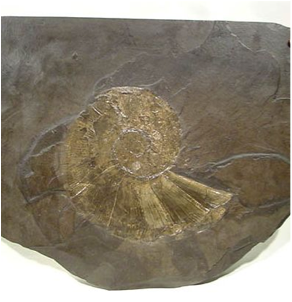
Amonite Lytoceras em folhelho de Holzmaden

### Piritização
Este processo envolve os elementos enxofre e ferro. Os organismos são piritizados quando se encontram em sedimentos marinhos saturados com sulfuretos de ferro. A pirite é um destes sulfuretos. À medida que a matéria orgânica se decompõe, ela liberta sulfureto que reage com o ferro dissolvido nas águas circundantes. A pirite substitui o material carbonatado das conchas devido à subsaturação de carbonato nas águas. Algumas plantas são também piritizadas quando se encontram em terrenos argilosos, mas em menor grau que em ambiente marinho. Alguns fósseis piritizados incluem plantas e artrópodes marinhos.

## Implicações científicas
Os fósseis permineralizados preservam a estrutura celular original, o que pode auxiliar os cientistas no estudo ao nível celular. Trata-se de fósseis tridimensionais que criam moldes permanentes das estruturas internas. O processo de mineralização propriamente dito ajuda a evitar a compactação, a qual distorce o tamanho verdadeiro dos organismos. Um fóssil permineralizado revelará também muito sobre o ambiente em que o organismo viveu e as substâncias nele encontradas uma vez que preserva as partes moles dos organismos. Isto ajuda os investigadores a estudar plantas, animais e micróbios de diferentes períodos.

## Exemplos de permineralização
- A maioria dos ossos de dinossauros são permineralizados.
- Madeira petrificada: a permineralização é o primeiro passo na petrificação. Na petrificação, as paredes celulares celulósicas são totalmente substituídas por minerais.
-Alguns exemplos piritização de corpos moles são o Leito de Trilobites de Beecher (Ordovícico, no estado de Nova Iorque, Estados Unidos) e a Ardósia de Hunsrück (Devónico, Alemanha).